# Северно Медведково (район на Москва)
Северно Медведково е административен район на Североизточен окръг в Москва.